# 경성궤도
경성궤도(京城軌道) 또는 서울궤도(서울軌道)는 서울특별시 동대문에서 출발하여 뚝섬과 광장동까지 운행한 대한민국의 궤도 노선이다. 1960년대에 폐선되었으므로 현재는 존재하지 않는다.

## 개요
- 노선 연장: 총 13.5km[1]
- 운영 기관: 경성궤도주식회사(해방 이전), 서울시(폐선시까지)
- 궤간: 1067mm(협궤)
- 통행 방식: 좌측 통행
- 역 수: 9개
- 복선 구간: 전 구간 단선
- 전철화 구간: 전 구간, 1940년경에 전철화된 것으로 보임.

## 역사

### 개요
경성궤도의 노선은 1930년 11월에 경성교외궤도주식회사가 왕십리 ~ 뚝섬 간의 4.3km에 대해 면허를 받아 부설한 것이 그 시초이다. 당시 동대문에서 왕십리 간은 서울전차의 노선을 겸용하거나, 왕십리 종착으로 계획을 설정한 듯하나 상세한 부분은 불명확하다. 그러나 이 회사는 경영상의 문제로 해당 노선을 경성궤도주식회사에 이관하였다.
경성궤도주식회사는 1932년 4월에 노선을 인수받아 운영을 개시하였으며, 이후 같은 해 10월에 동대문 ~ 왕십리간의 별선을 건설하고, 동대문역(현재 흥인지문 동남측)을 종착역으로 건축하였다. 1934년 10월 9일에는 경성궤도주식회사에서 설치한 한강변의 유원지까지 노선이 연장되었고, 같은 해 12월 25일에는 상후원역에서 분기하여 광장리까지 가는 지선 7.2km가 추가 건설되었다. 이 지선은 자갈선을 연장한 것이 아닌가 추정되나 확실한 것은 불명확하다.
이후 해방이 되면서 군정령에 의해 적산시설로 몰수되었으나, 이후 강석기(姜錫麒)가 최선임 직원으로 임시 선임되어 그 경영을 담당하였다. 그러나, 경영의 정상화 가능성은 한국전쟁의 피해로 인해 사실상 불가능해졌다. 차량의 손상은 물론이고, 시설의 경우 청계천교량을 비롯하여 80%가 파괴되었다. 이러한 상황이 닥치자 결국 1953년에 서울시가 이를 인수, 시영 체제로 운영하게 되었다.
교량의 복구가 이루어질 때까지 광장 방향 노선은 1957년까지 운행이 중단되는 등 복구 역시 지연되었으며, 또한 수송력의 만성적인 부족과 함께 궤도사업 운임의 동결은 경영을 점점 더 열악하게 만드는 요인이 되었다. 차량과 시설의 노후 역시 과제가 되었다. 결국 서울특별시는 1961년에 경성궤도의 폐지를 결정하였다.
노선은 1960년대 중에 완전히 운행이 중지되었는데, 정확한 시기는 알려져 있지 않다. 폐지가 결정된 1961년에 폐지되었다고도 하는데 1966년 3월에도 열차가 운행되었던 것으로 보아, 그 이후에 폐지된 것으로 보인다. 선로가 철거될 때까지 근무하였던 경성궤도의 마지막 기관사 이현근은 2015년까지 서울특별시 성동구 왕십리로14가길 2-28에 살았다.

### 연혁
- 1927년 3월 31일: 뚝섬궤도(纛島軌道)에서 왕십리-동독도 간 4.3 km 궤도의 부설을 허가받음[6]
- 1929년 3월 14일: 사명을 경성뚝섬궤도(京城纛島軌道)로 변경[7]
- 일자 불명: 사명을 경성교외궤도(京城郊外軌道)로 변경[6]
- 1930년 11월 1일: 왕십리-동독도 간 4.0 km 영업 개시[8]
- 1931년 9월 16일: 경성교외궤도에서 왕십리-동대문 간 2.976 km 궤도의 부설을 허가받음[9]
- 1932년 4월: 경성궤도(京城軌道)에서 경성교외궤도의 시설 및 운행 권리 일체를 인수함[10][11]
- 1932년 10월 11일: 동대문-왕십리 간 2.9 km 영업 개시[12][13]
- 1933년 2월 27일: 왕십리-화양리 간 2.0 km 궤도의 부설을 허가받음[14]
- 1933년 7월 15일: 상후원-화양 간 2.0 km 화물 영업 개시[15]
- 1933년 10월 17일: 상후원-화양 간 1.6 km 화양지선 여객 영업 개시[16]
- 1934년 1월 13일: 화양리-광장리 간 4.3 km 궤도의 부설을 허가받음[17]
- 1934년 3월 3일: 동독도리-자마장리 간 여객·화물 겸용 구간과 자마장리-한강강안 간 화물 전용 구간 총 1.8 km 궤도의 부설을 허가받음[18]
- 1934년 10월 9일: 동독도-유원지 간 0.6 km의 영업과 동독도화물지선 0.2 km의 화물 영업 개시[19]
- 1934년 11월 21일: 도교-화양 간 0.9 km 영업 개시[20]
- 1934년 12월 25일: 화양-광장 간 3.5 km 영업 개시[21][22]
- 1935년 12월: 동대문-서독도 간 전철화[23]
- 1939년 7월 29일: 서독도-광장 간 5.943km 전철화[24]
- 1951~1953년: 한국전쟁의 여파로 청계천교량이 파괴되어 광장리선 운행이 중지되고, 동대문-동뚝 간 7.1 km만 운행하게 됨.[25] 1953년 10월 시영체제 전환 당시에는 동대문-유원지 간 단일요금제를 채택[26]하였다는 것으로 보아, 그 즈음에 동뚝역에서 유원지역까지 연장된 것으로 보임.
- 1953년 10월 28일: 서울특별시에서 경성궤도주식회사를 인수하여 시영체제로 전환[27]
- 1954년 4월 1일: 서울특별시 궤도사업관리청으로 변경[27]
- 1956년 6월 1일: 궤도사업관리청을 운수사업청으로 개칭[28]
- 1957년 3월: 광장리선 운행 재개[29]
- 1961년 7월 11일: 경성궤도 폐지 결정[27][30]
- 1966년 5월 18일: 경성궤도 철거 계획 발표[31]
- 1966년 7월경[32]: 운행 중지

## 역 목록
용두역과 마장역 사이에서 청계천을 횡단하였으며, 성동역과 상후원역 사이에서 도로·궤도 겸용 교량이었던 성동교로 중랑천을 지났다. 또한, 상후원역은 지금의 서울 지하철 2호선 뚝섬역 인근에 위치하였다.

### 1943년
다음 목록은 1943년의 것으로, 당시의 시각표와 조선총독부 고시를 취합 정리하였다.
| 역명   | 로마자 역명 | 한자 역명 | 역간 거리 | 영업 거리 | 접속 노선 | 소재지 | 소재지 | 비고                |
| ------ | ----------- | --------- | --------- | --------- | --------- | ------ | ------ | ------------------- |
| 동대문 |             | 東大門    | -         | 0.0       | 서울전차  | 경기도 | 경성부 |                     |
| 동묘전 |             | 東廟前    | 0.7       | 0.7       |           | 경기도 | 경성부 |                     |
| 용두   |             | 龍頭      | 0.9       | 1.6       |           | 경기도 | 경성부 |                     |
| 마장   |             | 馬場      | 0.7       | 2.3       |           | 경기도 | 경성부 |                     |
| 왕십리 |             | 往十里    | 0.6       | 2.9       | 경원선    | 경기도 | 경성부 |                     |
| 전곶   |             | 箭串      | 0.9       | 3.8       |           | 경기도 | 경성부 |                     |
| 상후원 |             | 上後原    | ?         | ?         | 화양지선  | 경기도 | 고양군 | 1930-1933년 중 개통 |
| 후원   |             | 後原      | ?         | 6.1       |           | 경기도 | 고양군 |                     |
| 서독도 |             | 西纛島    | 0.3       | 6.4       |           | 경기도 | 고양군 |                     |
| 동독도 |             | 東纛島    | 1.4       | 7.8       |           | 경기도 | 고양군 |                     |
| 유원지 |             | 遊園地    | 0.6       | 8.4       |           | 경기도 | 고양군 |                     |

| 역명   | 로마자 역명 | 한자 역명 | 역간 거리 | 영업 거리 | 접속 노선 | 소재지 | 소재지 | 비고                |
| ------ | ----------- | --------- | --------- | --------- | --------- | ------ | ------ | ------------------- |
| 상후원 |             | 上後原    | -         | 0.0       | 본선      | 경기도 | 고양군 |                     |
| 도교   |             | 稻橋      | 1.1       | 1.1       |           | 경기도 | 고양군 |                     |
| 화양   |             | 華陽      | 0.9       | 2.0       |           | 경기도 | 고양군 |                     |
| 모진   |             | 毛陳      | ?         | ?         |           | 경기도 | 고양군 |                     |
| 구의   |             | 九宜      | ?         | ?         |           | 경기도 | 고양군 | 1934-1937년 중 개통 |
| 광장   |             | 廣壯      | ?         | 5.5       |           | 경기도 | 고양군 |                     |

### 1956년
다음은 경성궤도를 서울특별시 운수사업청에서 운행하던 시기의 역 목록이다.
| 역명   | 로마자 역명 | 한자 역명 | 역간 거리 | 영업 거리 | 접속 노선 | 소재지     | 소재지   | 비고                       |
| ------ | ----------- | --------- | --------- | --------- | --------- | ---------- | -------- | -------------------------- |
| 동대문 |             | 東大門    | -         | 0.0       | 서울전차  | 서울특별시 | 동대문구 |                            |
| 동묘   |             | 東廟      | 0.8       | 0.8       |           | 서울특별시 | 동대문구 | 옛 명칭은 ‘동묘전(동묘앞)’ |
| 용두   |             | 龍頭      | 0.9       | 1.7       |           | 서울특별시 | 동대문구 |                            |
| 마장   |             | 馬場      | 0.6       | 2.3       |           | 서울특별시 | 성동구   |                            |
| 왕십리 |             | 往十里    | 0.7       | 3.0       | 경원선    | 서울특별시 | 성동구   |                            |
| 성동   |             | 城東      | 1.0       | 4.0       |           | 서울특별시 | 성동구   | 옛 명칭은 ‘전곶(살곶이)’   |
| 상후원 |             | 上後原    | 0.8       | 4.8       | 광장리선  | 서울특별시 | 성동구   |                            |
| 서뚝   |             | 西纛      | 1.1       | 5.9       |           | 서울특별시 | 성동구   | 옛 명칭은 ‘서독도(서뚝섬)’ |
| 동뚝   |             | 東纛      | 1.2       | 7.1       |           | 서울특별시 | 성동구   | 옛 명칭은 ‘동독도(동뚝섬)’ |
| 유원지 |             | 遊園地    | 0.5       | 7.6       |           | 서울특별시 | 성동구   |                            |

| 역명   | 로마자 역명 | 한자 역명 | 역간 거리 | 영업 거리 | 접속 노선 | 소재지     | 소재지 | 비고 |
| ------ | ----------- | --------- | --------- | --------- | --------- | ---------- | ------ | ---- |
| 상후원 |             | 上後原    | -         | 0.0       | 본선      | 서울특별시 | 성동구 |      |
| 화양   |             | 華陽      | 2.3       | 2.3       |           | 서울특별시 | 성동구 |      |
| 모진   |             | 毛陳      | 0.7       | 3.0       |           | 서울특별시 | 성동구 |      |
| 구의   |             | 九宜      | 1.2       | 4.2       |           | 서울특별시 | 성동구 |      |
| 광장   |             | 廣壯      | 1.6       | 5.8       |           | 서울특별시 | 성동구 |      |

## 운영

### 운행
1930년 개통 당시에는 편도 기준으로 정기 열차가 1일 15회, 임시 열차가 1일 6회 다녔다. 1932년 동대문 방향 선로가 개통된 뒤로는 7시~22시 동안 30분 간격으로 운행하였다. 해방 이후에는 상후원까지는 10분 시격, 이후 각 지선으로는 20분 시격 운전이 이루어졌던 것으로 보인다.

### 차량
일제 당시의 목록에서는 기관차 4량, 디젤 객차 2량, 디젤 동차 4량, 견인차 2량, 5톤 화차 23량, 6톤 화차 10량, 7톤 화차 10량을 보유한 것으로 확인된다. 개업 당시엔 전철화되어 있지 않은 노선이었으며, 운행 역시 경유 동차에 의하였다.
일제 말기에 전철화가 진행되었으며, 이에 따라 전기차량이 도입된 것으로 추정된다. 해당 노선에서는 전기 기관차의 사용이 확인된다. 일본에서 볼 수 있는 철형(凸形) 소형 전기 기관차로서, 600호대의 차호를 부여받았으며, 100호대의 객차를 견인하여 여객 수송에 투입되었다. 이 밖에도 서울전차의 전차를 일부 이관받아 사용하였다.
해방 이후에는 11대의 여객 차량을 보유하고 있었으나 한국 전쟁으로 인하여 그 중 5대가 운행 불능 상태가 되었다. 이후 1957년 말의 자료에서는 10대의 차량을 보유한 것이 확인된다.

### 운임
1953년 10월 28일, 사철이었던 경성궤도를 시영체제로 전환한 직후의 요금은 10원으로, 동대문-유원지 간에서 어느 구간을 이용하든 단일 요금이 적용되었다. 당시에는 광장리선이 휴업 중이었다.
1956년 6월 1일 개정된 여객 및 화물 운임은 아래와 같았다.
| 동대문 | 1      | 1    | 1    | 1      | 1    | 1      | 2    | 2    | 2      | 2    | 2    | 3    | 3    |
|        | 동묘앞 | 1    | 1    | 1      | 1    | 1      | 2    | 2    | 2      | 2    | 2    | 3    | 3    |
|        |        | 용두 | 1    | 1      | 1    | 1      | 2    | 2    | 2      | 2    | 2    | 3    | 3    |
|        |        |      | 마장 | 1      | 1    | 1      | 2    | 2    | 2      | 2    | 2    | 3    | 3    |
|        |        |      |      | 왕십리 | 1    | 1      | 2    | 2    | 2      | 2    | 2    | 3    | 3    |
|        |        |      |      |        | 성동 | 1      | 2    | 2    | 2      | 2    | 2    | 3    | 3    |
|        |        |      |      |        |      | 상후원 | 1    | 1    | 1      | 1    | 1    | 2    | 2    |
|        |        |      |      |        |      |        | 서뚝 | 1    | 1      | 2    | 2    | 3    | 3    |
|        |        |      |      |        |      |        |      | 동뚝 | 1      | 2    | 2    | 3    | 3    |
|        |        |      |      |        |      |        |      |      | 유원지 | 2    | 2    | 3    | 3    |
|        |        |      |      |        |      |        |      |      |        | 화양 | 1    | 2    | 2    |
|        |        |      |      |        |      |        |      |      |        |      | 모진 | 1    | 1    |
|        |        |      |      |        |      |        |      |      |        |      |      | 구의 | 1    |
|        |        |      |      |        |      |        |      |      |        |      |      |      | 광장 |

| 구분         | 1구간 | 2구간 | 3구간  | 비고                                    |
| ------------ | ----- | ----- | ------ | --------------------------------------- |
| 보통여객     | 10환  | 20환  | 30환   | 교통세 포함                             |
| 통근(1개월)  | 360환 | 720환 | 1080환 | 교통세 포함                             |
| 통학(1개월)  | 300환 | 500환 | 650환  |                                         |
| 화물         | 600환 | 600환 | 600환  |                                         |
| 소화물(개당) | 30환  | 30환  | 30환   | 길이 2m, 중량 30돈, 부피 0.5m3까지로 함 |

## 같이 보기
- 궤도
- 서울전차
- 뚝섬